# Alma (Sibiu)
Pour les articles homonymes, voir Alma.
Alma (en hongrois : Küküllőalmás, en allemand : Almaschken) est une commune du județ de Sibiu en Roumanie.